# Becheci
Vârful Becheci sau Munții Becheci (în maghiară Bekecs-hegy) face parte din lanțul de Sud al Munților Gurghiului și se află în partea de Est a județului Mureș. La Nord-Est este învecinat cu Valea Nirajului, iar la Sud-Est de Valea Târnavei Mici. Cel mai înalt punct îl are la 1080 m.

## Atracții
La începutul secolului al XX-lea mai puteau fi văzute, pe acest vârf, ruinele unei cetăți. În apropiere de vârf exista, cândva, o capelă romano-catolică construită în perioada medievală în cinstea Sfântului Anton, distrusă în secolul al XVIII-lea. În amintirea acesteia localitățile din jur au construit în 2011 o capelă nouă, sfințită în hramul Sfintei Cruci.

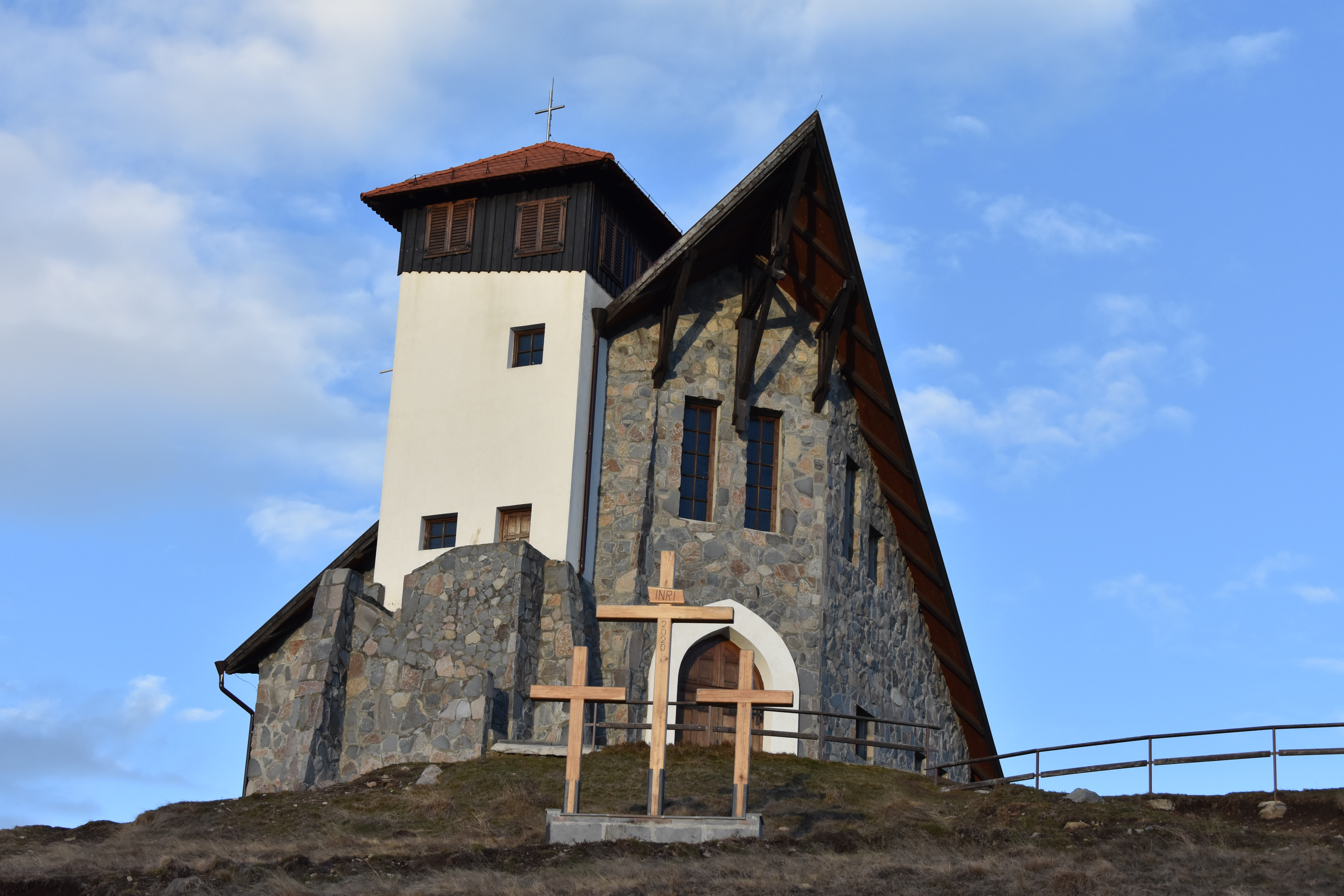
Capela „Sfânta Cruce”
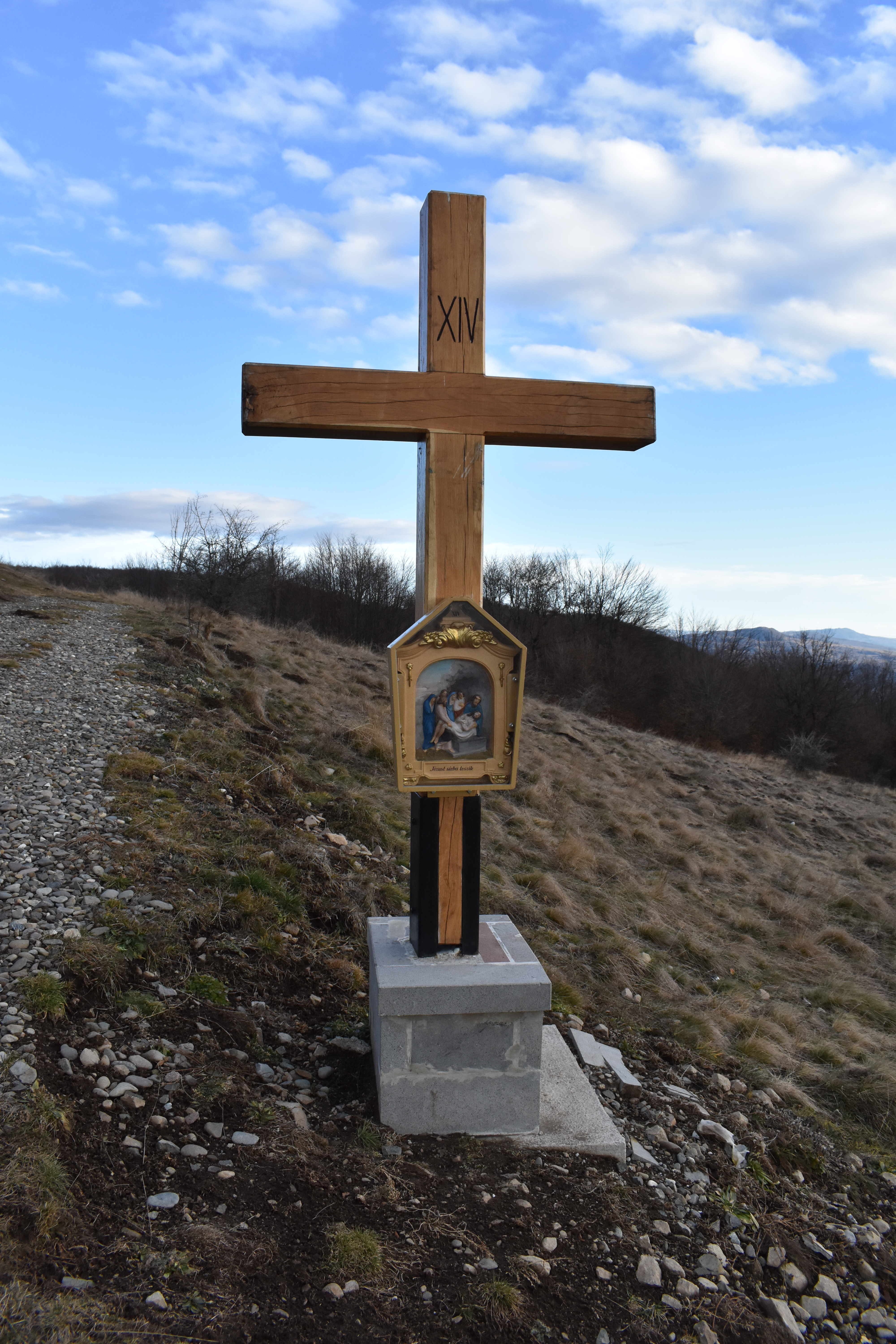
Via Crucis
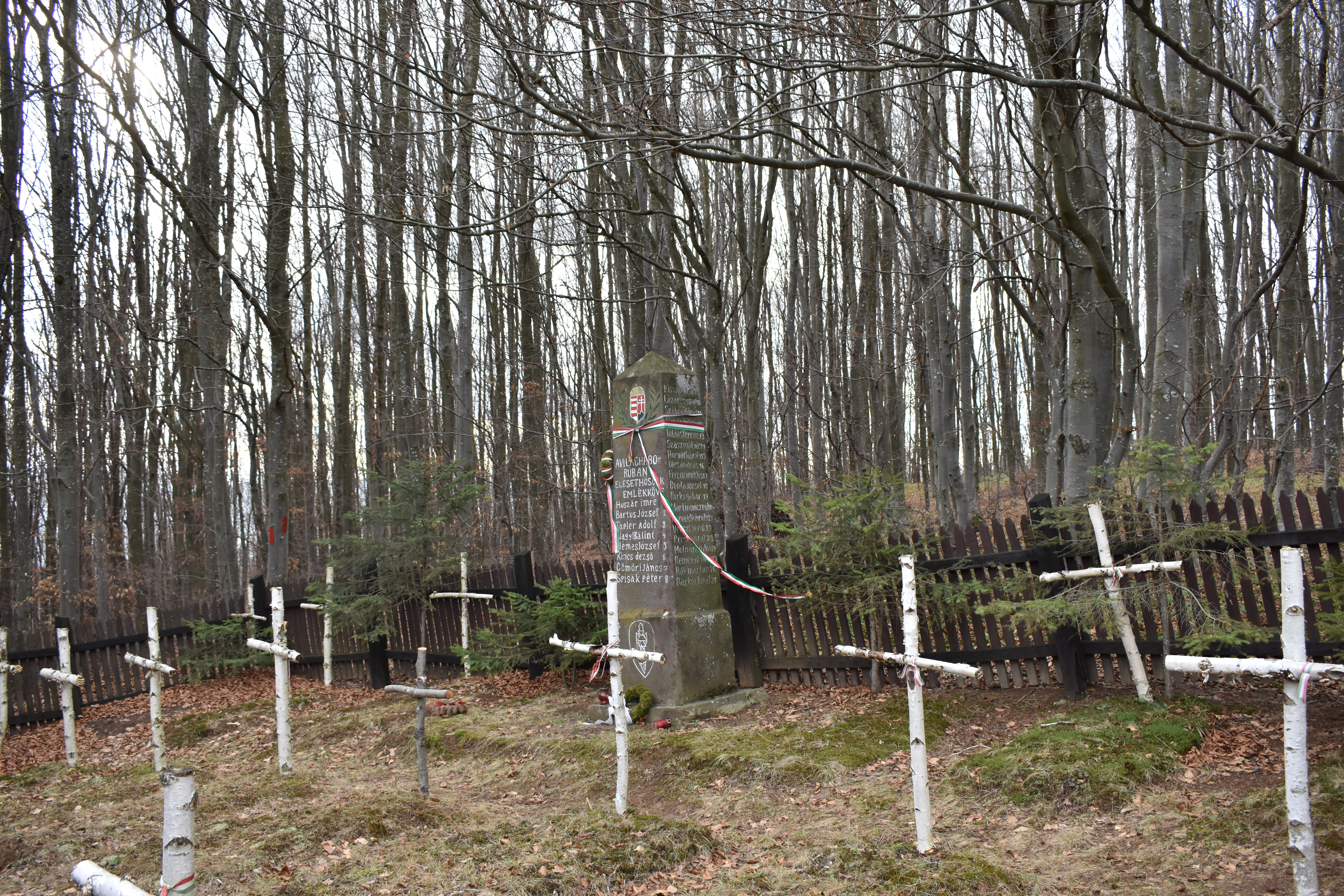
Cimitirul Eroilor din Primul Război Mondial